# Giravanz Kitakyushu
Giravanz Kitakyushu är en japansk fotbollsklubb från Kitakyushu, Fukuoka prefektur. 

## Placering tidigare säsonger
| Säsong | Nivå | Liga      | Placering | Referens | Notering |
| ------ | ---- | --------- | --------- | -------- | -------- |
| 2010   | 2    | J2 League | 19        | [ 1 ]    |          |
| 2011   | 2    | J2 League | 8         | [ 2 ]    |          |
| 2012   | 2    | J2 League | 9         | [ 3 ]    |          |
| 2013   | 2    | J2 League | 16        | [ 4 ]    |          |
| 2014   | 2    | J2 League | 5         | [ 5 ]    |          |
| 2015   | 2    | J2 League | 7         | [ 6 ]    |          |
| 2016   | 2    | J2 League | 22        | [ 7 ]    |          |
| 2017   | 3    | J3 League | 9         | [ 8 ]    |          |
| 2018   | 3    | J3 League | 17        | [ 9 ]    |          |
| 2019   | 3    | J3 League | 1         | [ 10 ]   |          |
| 2020   | 2    | J2 League | 5         | [ 11 ]   | Pandemin |
| 2021   | 2    | J2 League | 21        | [ 12 ]   | Pandemin |
| 2022   | 3    | J3 League | 13        | [ 13 ]   |          |
| 2023   | 3    | J3 League | 20        | [ 14 ]   |          |
| 2024   | 3    | J3 League | 7         | [ 15 ]   |          |

## Truppen 2022
Aktuell 23 April 2022.
| Nr | Land  | Pos | Namn                                          |
| -- | ----- | --- | --------------------------------------------- |
| 1  | Japan | MV  | Kenshin Yoshimaru                             |
| 3  | Japan | F   | Shinnosuke Ito                                |
| 4  | Japan | F   | Takashi Kawano                                |
| 5  | Japan | F   | Takeaki Hommura                               |
| 6  | Japan | MF  | Yasufumi Nishimura (lån från Shimizu S-Pulse) |
| 7  | Japan | A   | Ryo Sato                                      |
| 8  | Japan | MF  | Mitsunari Musaka                              |
| 9  | Japan | A   | Zen Cardona                                   |
| 10 | Japan | A   | Yuya Takazawa (lån från Oita Trinita)         |
| 11 | Japan | MF  | Yudai Nagano                                  |
| 13 | Japan | MF  | Taiga Maekawa                                 |
| 14 | Japan | MF  | Haruki Izawa                                  |
| 15 | Japan | A   | Yosuke Kamigata                               |
| 16 | Japan | MF  | Ryuki Hirahara                                |
| 17 | Japan | MF  | Takeaki Harigaya (lån från Júbilo Iwata)      |

| Nr | Land  | Pos | Namn                                    |
| -- | ----- | --- | --------------------------------------- |
| 18 | Japan | A   | Yuki Nakayama                           |
| 19 | Japan | A   | Shun Hirayama                           |
| 20 | Japan | F   | Koki Hasegawa                           |
| 21 | Japan | MV  | Daiki Goto                              |
| 22 | Japan | F   | Takuya Nagata                           |
| 23 | Japan | F   | Kotaro Fujiwara                         |
| 24 | Japan | F   | Hiroki Maeda                            |
| 25 | Japan | MF  | Nobuki Iketaka                          |
| 26 | Japan | MF  | Bunta Ino                               |
| 27 | Japan | MV  | Yuya Tanaka                             |
| 28 | Japan | F   | Takaya Inui                             |
| 29 | Japan | F   | Kotaro Fujikawa (lån från Júbilo Iwata) |
| 32 | Japan | MV  | Yuki Kato (lån från Omiya Ardija)       |
| 44 | Japan | F   | So Fujitani                             |